# Melinaea divisa
Melinaea divisa är en fjärilsart som beskrevs av Otto Staudinger 1885. Melinaea divisa ingår i släktet Melinaea och familjen praktfjärilar. Inga underarter finns listade i Catalogue of Life.